# Frottage
Frottage kallas överförandet av en förlaga i relief till papper genom att man lägger papperet ovanpå förlagan och gnider det med träkol, krita eller dylikt. Tekniken blev känd under det här namnet när den introducerades i bildkonsten av Max Ernst.
Frottage används även inom arkeologin för att dokumentera hällristningar, runstenar och liknande.

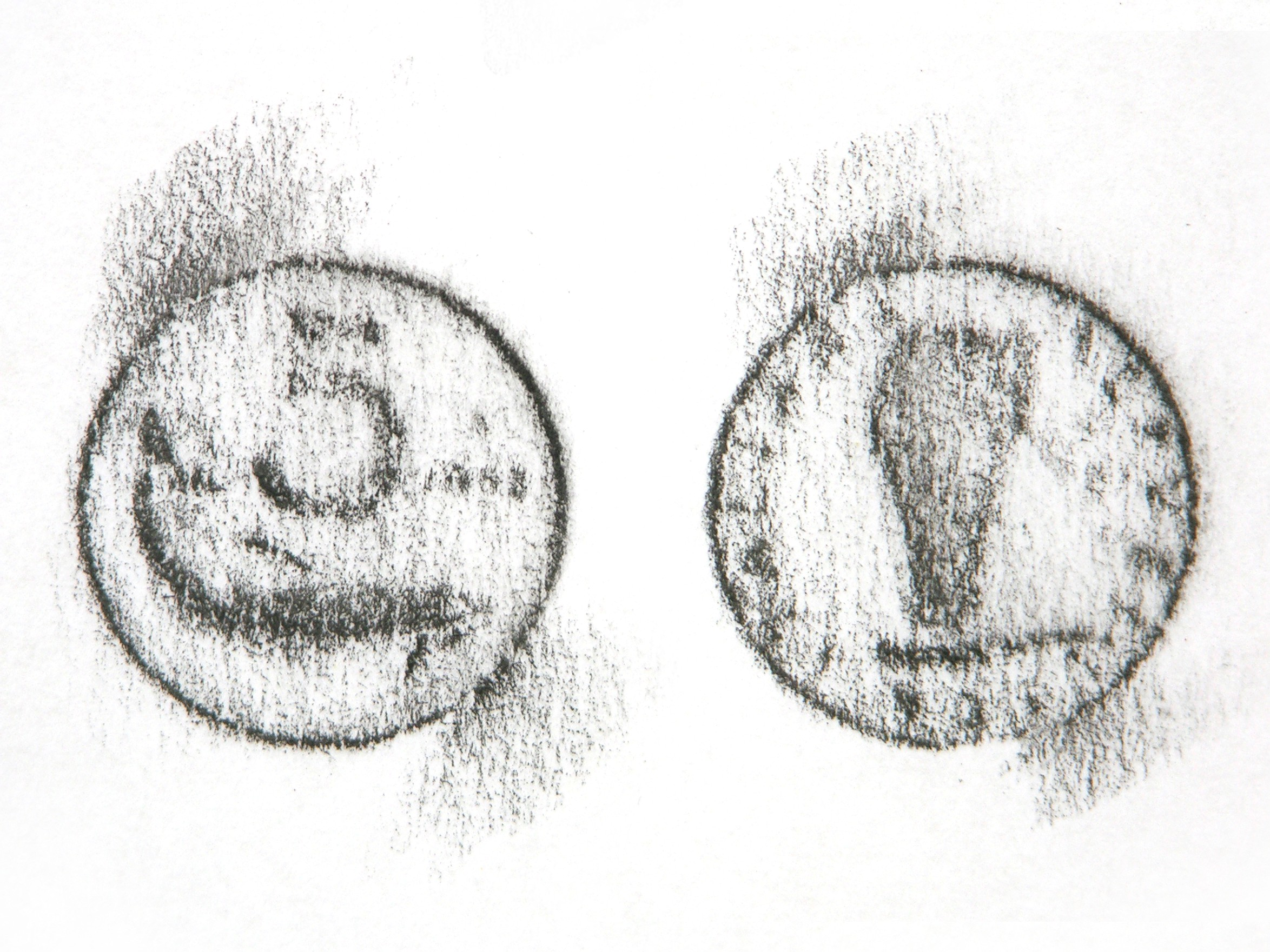
Frottage av mynt
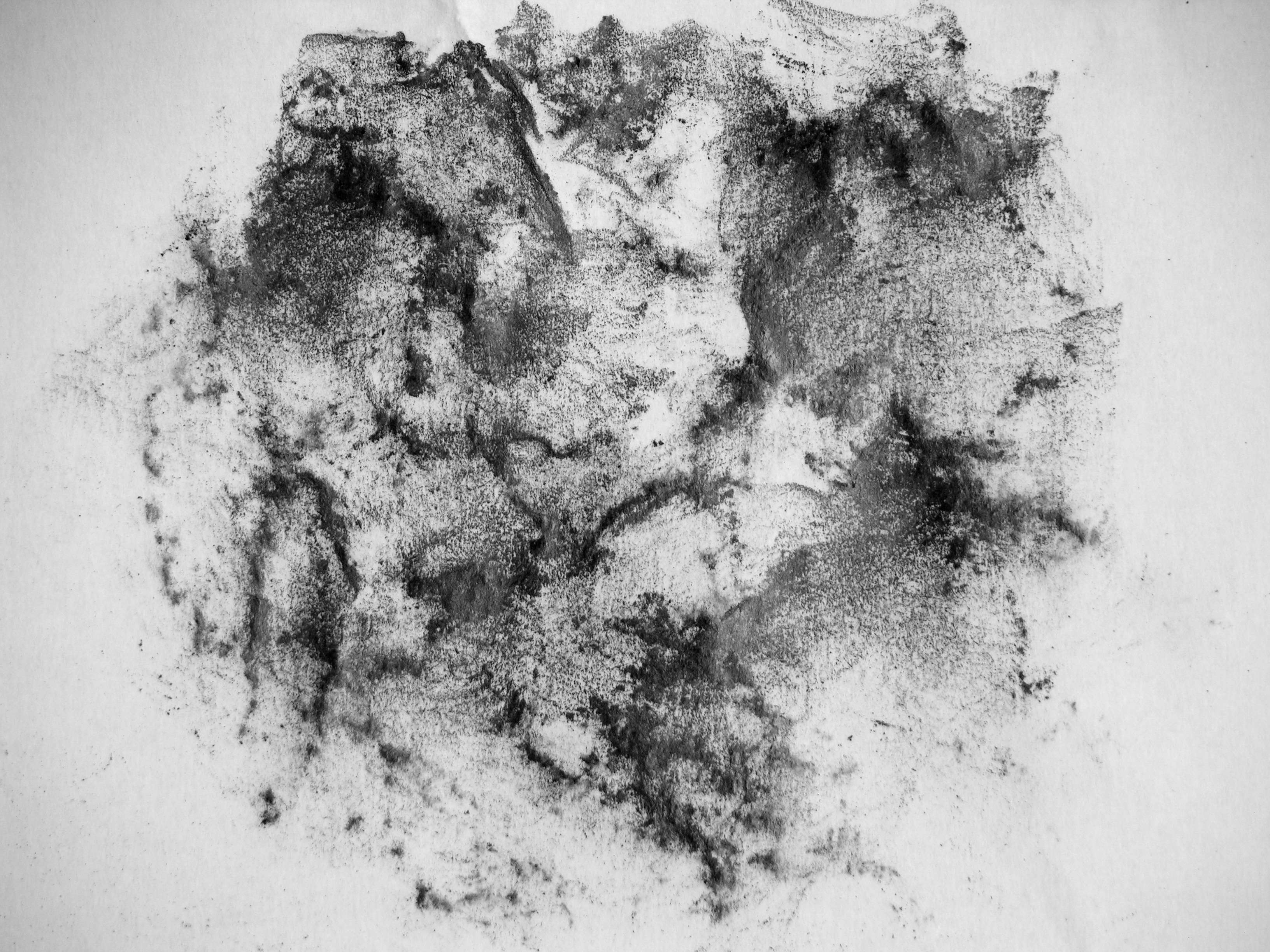
Frottage av sten
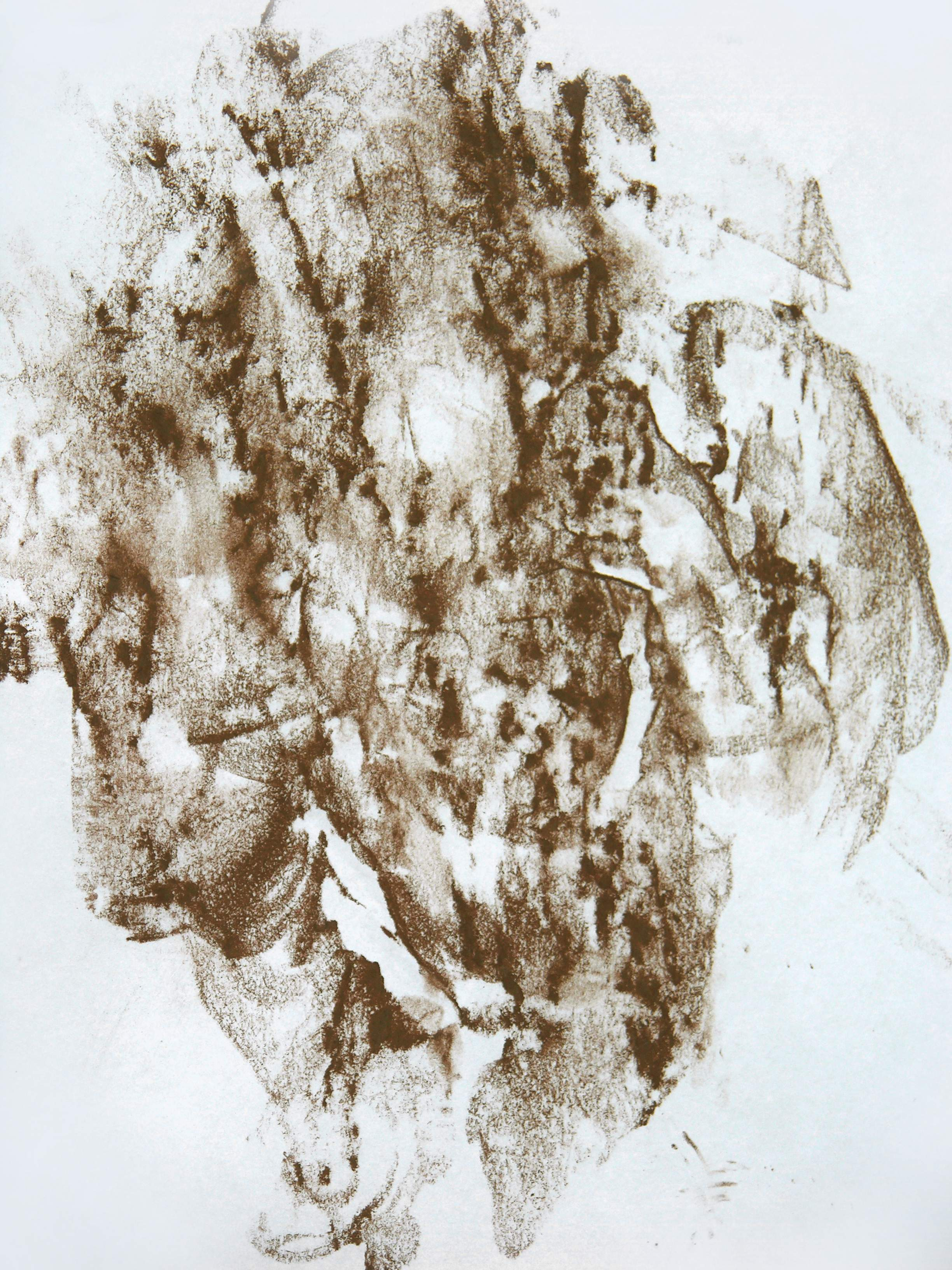
Frottage av bark